# Flavia Rigamonti
Flavia Rigamonti (Sorengo (Ticino), 1 juli 1981) is een Zwitserse voormalige zwemster. Zij vertegenwoordigde haar vaderland op de Olympische Zomerspelen 2000, 2004 en 2008.

## Zwemcarrière
Bij haar internationale debuut, op de EK kortebaan 1996 in Rostock, Duitsland, sleepte Rigamonti de zilveren medaille in de wacht op de 800 meter vrije slag en eindigde ze als vijfde op de 400 meter vrije slag. Op de WK kortebaan 1997 in Göteborg, Zweden eindigde de Zwitserse als zesde op de 800 meter vrije slag en als dertiende op de 400 meter vrije slag. Tijdens de Europese kampioenschappen zwemmen 1997 in Sevilla, Spanje eindigde Rigamonti als vijfde op de 800 meter vrije slag en strandde ze in de series van de 400 meter vrije slag. Op de WK zwemmen 1998 in Perth, Australië eindigde de Zwitserse als zesde op de 800 meter vrije slag en werd ze uitgeschakeld in de series van de 400 meter vrije slag. In Sheffield, Groot-Brittannië nam Rigamonti deel aan de EK kortebaan 1998, op dit toernooi veroverde ze de Europese titel op de 800 meter vrije slag en strandde ze in de series van de 400 meter vrije slag. Op de WK kortebaan 1999 in Hongkong sleepte de Zwitserse de bronzen medaille in de wacht op de 800 meter vrije slag, op de 400 meter vrije slag werd ze uitgeschakeld in de series. Tijdens de Europese kampioenschappen zwemmen 1999 in Istanboel, Turkije bereikte Rigamonti de vierde plaats op de 800 meter vrije slag en strandde ze in de series van de 400 meter vrije slag. Op de EK kortebaan 1999 in Lissabon, Portugal veroverde de Zwitserse de zilveren medaille op de 800 meter vrije slag. In Athene, Griekenland nam Rigamonti deel aan de WK kortebaan 2000, op dit toernooi veroverde ze de bronzen medaille op de 800 meter vrije slag. Op de EK zwemmen 2000 in Helsinki, Finland sleepte de Zwitserse de Europese titel in de wacht op de 800 meter vrije slag, op de 400 meter vrije slag strandde ze in de series. Tijdens de Olympische Zomerspelen van 2000 in Sydney, Australië eindigde Rigamonti als vierde op de 800 meter vrije slag, op de 400 meter vrije slag werd ze uitgeschakeld in de series.

### 2001-2004
Bij de WK zwemmen 2001 in Fukuoka, Japan sleepte Rigamonti de zilveren medaille in de wacht op de 1500 meter vrije slag, op de 800 meter vrije slag eindigde ze als vijfde. In Antwerpen nam de Zwitserse deel aan de EK kortebaan 2001, op dit toernooi veroverde ze de Europese titel op de 800 meter vrije slag. Op de WK kortebaan 2002 in Moskou, Rusland legde Rigamonti beslag op de bronzen medaille op de 800 meter vrije slag, op de 400 meter vrije slag strandde ze in de series. Samen met Nicole Zahnd, Dominique Diezi en Chantal Strasser eindigde ze als zevende op de 4x200 meter vrije slag. Tijdens de Europese kampioenschappen zwemmen 2002 in Berlijn, Duitsland eindigde de Zwitserse als zevende op de 800 meter vrije slag en werd ze uitgeschakeld in de series van de 400 meter vrije slag. Op de 4x200 meter vrije slag eindigde ze samen met Nicole Zahnd, Hanna Miluska en Chantal Strasser op de vierde plaats. Op de EK kortebaan 2002 in Riesa, Duitsland sleepte Rigamonti de zilveren medaille in de wacht op de 800 meter vrije slag. Tijdens de Olympische Zomerspelen van 2004 in Athene, Griekenland strandde de Zwitserse in de series van de 800 meter vrije slag, samen met Chantal Strasser, Hanna Miluska en Nicole Zahnd werd ze uitgeschakeld in de series van de 4x200 meter vrije slag. Op de EK kortebaan 2004 in de Oostenrijkse hoofdstad Wenen veroverde Rigamonti de Europese titel op de 800 meter vrije slag.

### 2005-2008
Op de Wereldkampioenschappen zwemmen 2005 in Montreal, Canada sleepte Rigamonti de zilveren medaille in de wacht op de 1500 meter vrije slag, op de 800 meter vrije slag eindigde ze op de vierde plaats. In Triëst, Italië nam de Zwitserse deel aan de EK kortebaan 2005, op dit toernooi veroverde ze de Europese titel op de 800 meter vrije slag. Tijdens de Europese kampioenschappen zwemmen 2006 in Boedapest, Hongarije eindigde Rigamonti als vierde op de 800 meter vrije slag en strandde ze in de series van de 400 meter vrije slag. Op de EK kortebaan 2006 in Helsinki, Finland eindigde de Zwitserse als achtste op de 800 meter vrije slag, op de 400 meter vrije slag werd ze uitgeschakeld in de series. Tijdens de Wereldkampioenschappen zwemmen 2007 in Melbourne, Australië sleepte Rigamonti de zilveren medaille in de wacht op de 1500 meter vrije slag, op de 400 en de 800 meter vrije slag strandde ze in de series. Op de EK kortebaan 2007 in Debrecen, Hongarije eindigde de Zwitserse als vierde op de 800 meter vrije slag en als vijfde op de 400 meter vrije slag, op de 200 meter vrije slag werd ze uitgeschakeld in de series. In Eindhoven nam Rigamonti deel aan de EK zwemmen 2008, op dit toernooi veroverde ze de Europese titel op de 1500 meter vrije slag, daarnaast eindigde ze als vierde op de 800 meter vrije slag en als achtste op de 400 meter vrije slag. Samen met Seraina Pruente, Stephanie Eisenring en Swann Oberson werd ze uitgeschakeld in de series van de 4x200 meter vrije slag. Tijdens de Olympische Zomerspelen 2008 in Peking, China strandde de Zwitserse in de series van de 400 en de 800 meter vrije slag.